# Washington Pires
Washington Ferreira Pires (Formiga, 1892 — 1970) foi um médico neurologista e político brasileiro.
Diplomou-se médico no ano de 1914, pela Faculdade de Medicina do Rio de Janeiro, onde foi assistente e aluno dos Professores Miguel Couto, Antônio Austregésilo Rodrigues Lima e José Antônio de Abreu Fialho.
Foi professor de Clínica Neurológica da Faculdade de Medicina de Belo Horizonte e publicou diversas obras no campo da Neurologia.
Dedicou-se também à política, tendo sido deputado estadual (1923-1930), Deputado Federal (1930; 1935-1937), e ministro da Educação e Saúde Pública (1932-1934) de Getúlio Vargas.
Em 16 de setembro de 1932, indicado pelo presidente de Minas, Olegário Maciel, assumiu o Ministério da Educação e Saúde, em substituição a Francisco Campos, ocupando o cargo até o dia 25 de julho de 1934.
Em julho de 1934, poucos dias antes de deixar o Ministério, conseguiu um decreto assinado pelo Presidente dispondo sobre “a profilaxia mental, assistência e proteção à pessoa e aos bens dos psicopatas, e fiscalização dos serviços psiquiátricos”.
Foi eleito patrono da cadeira 86 da Academia Mineira de Medicina.